# 川崎市立虹ヶ丘小学校
川崎市立虹ヶ丘小学校（かわさきしりつ にじがおかしょうがっこう）は、神奈川県川崎市麻生区虹ヶ丘1丁目にある公立小学校。

## 概要
通称は「虹小」。児童数は川崎市内で最も少ない（2018年現在）。
この学校に通う児童を通称「虹っ子」と呼ぶ。また、この名称にちなんだ年中行事もある。
縦割り班という、1〜6年生までが7色に別れたグループがあり、委員会を中心に全校遠足などを行っている。
学校創立40周年の際に、当時の6年生が作成し、全校投票で選ばれたキャラクターを、元PTA会長の三ツ橋基次がイラスト化して、虹ヶ丘小学校のマスコットキャラクター「ニジピョン」が生まれた。学校で大切に飼われていたウサギと、虹ヶ丘の豊かな自然をイメージしてつくられている。

## 沿革
- 1976年（昭和51年）
  - 4月 - 川崎市立東柿生小学校より分離し、開校。開校時点の児童数は129名、教職員数は18名[1][2]。
  - 時期不明 - 開校記念式典挙行[2]。
- 1977年（昭和52年） - プール完成[2]。
- 1978年（昭和53年） - 旧飼育小屋完成[2]。
- 1981年（昭和56年） - 新校舎完成[2]。
- 1983年（昭和58年） - ランチルーム完成[2]。
- 1986年（昭和61年） - 創立10周年記念式挙行[2]。
- 1989年（平成元年） - 虹ヶ丘小学校と改称[2]。
- 1992年（平成4年） - 旧虹小ミュージアム完成[2]。
- 1996年（平成8年） - 創立20周年記念式典挙行[2]。
- 1998年（平成10年） - 虹ヶ丘コミュニティルーム開設[2]。
- 2003年（平成15年） - わくわくプラザ開設[2]。
- 2005年（平成17年） - ひろばたけ完成[2]。
- 2006年（平成18年） - 創立30周年記念式典挙行。虹っ子見守りたい発足[2]。
- 2015年（平成27年） - 防災備蓄倉庫完成[2]。
- 2016年（平成28年） - 創立40周年記念式典挙行。校庭タイヤ遊具整備[2]。
- 2018年（平成30年） - 新体育館と新飼育小屋が完成[2]。
- 2021年（令和3年） - GIGAスクール構想開始[2]。
- 2022年（令和4年） - エレベーター増設工事開始[2]。

## 通学区域
- 川崎市麻生区
  - 虹ヶ丘1丁目（全域）
  - 虹ヶ丘2丁目（全域）
  - 虹ヶ丘3丁目（全域）
  - 王禅寺（228番～232番・240番～320番・325番～370番・399番～401番・407番～422番・1037番～1058番・1063番～1177番・1180番4号・1180番6号・1181番）
  - 早野（1150番のみ）

## 周辺
- 虹ヶ丘公園 - 敷地が隣接。
  - 虹ヶ丘公園以外の公園も点在。
- 社会福祉法人美生会ヴィラージュ虹ヶ丘
- 公益財団法人かわさき市民活動センター虹ヶ丘こども文化センター
- UR都市再生機構虹ヶ丘団地
- ネクサスチャレンジパーク早野
- 早野聖地公園
- また、横浜市との市境線も近い。

## アクセス
- 東急バス「あ24」・「あ27」・「あ28」・「た26」・小田急バス「新21」・「新23」の各系統で、「虹ヶ丘小学校」停留所下車後、
  - 虹が丘営業所行・すすき野団地行・あざみのガーデンズ行のりばから、徒歩3分。
  - あざみ野駅行・たまプラーザ駅行・新百合ヶ丘駅行のりばから、徒歩5分。